# Propriété privée
Pour les articles homonymes, voir Propriété privée (homonymie).

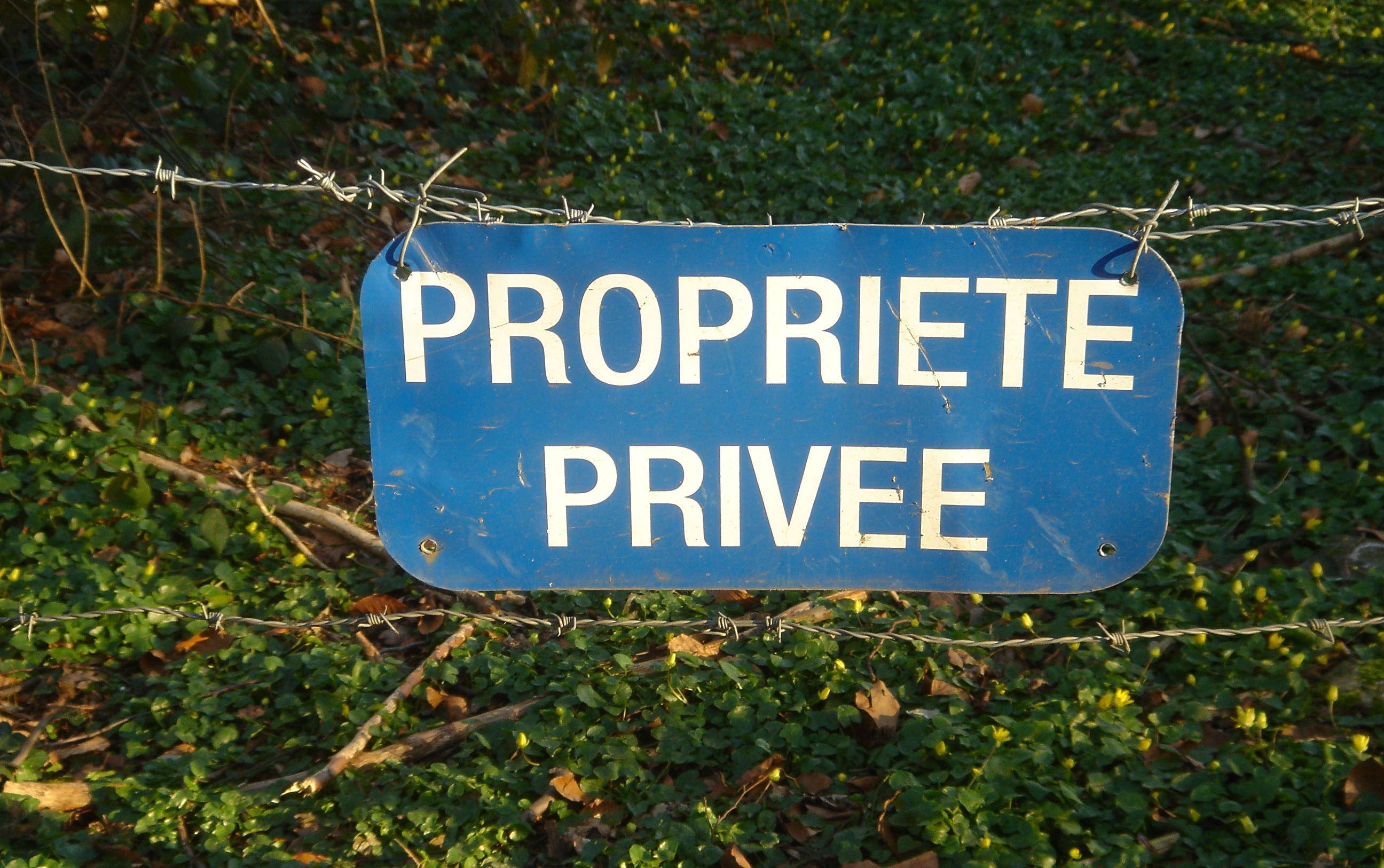
Panneau affichant la propriété privée d'un lieu.

La propriété privée correspond au droit d’user, de jouir et de disposer d’une chose de manière propre, exclusive et absolue sous les restrictions établies par la loi. Il s'agit de la propriété qui appartient en propre à un individu, ou à plusieurs personnes privées, ou encore, depuis le XXe siècle, à une entreprise ou une autre personne morale.

## Histoire économique
Selon David Graeber et David Wengrow, les recherches ethnologique et archéologique ont mis en évidence que la notion de « propriété privée » est récente dans l'histoire de l'humanité. Si le terme de « propriété privée » et plus précisément celui de « propriété foncière » s'attache à des choses matérielles (la terre, les pierres, l'herbe, les clôtures, les bâtiments de ferme, les greniers à grain), en revanche, ces mots ne désignent rien d'autre que la prétention d'un individu à jouir d'un accès exclusif à toutes ces choses sur un territoire donné. Il revendique en conséquence un pouvoir de contrôle sur elles. Dans la pratique, cela revient autant à lui reconnaître juridiquement le droit d'interdire à quiconque d'y pénétrer que de les détruire s'il en a envie. Cela revient à entendre qu'un territoire « appartient » réellement à un individu que si personne ne le lui dispute, ou s'il a la possibilité d'utiliser les armes pour intimider ou attaquer ceux qui protestent ou qui entrent sans permission et refusent de partir. « Cette attitude n'apparaît légitime que si le reste de la société veuille bien admettre que vous êtes dans votre bon droit pour le faire. Autrement dit, la « propriété foncière », ce n'est pas la terre, les pierres ou l'herbe ; c'est une notion juridique entretenue au moyen d'un subtil mélange d'impératif moral et de menace d'emploi de la force. La logique est similaire à celle qui sous-tend la définition de l'État par Rudolf von Jhering (le monopole de l'usage légitime de la violence sur un territoire donné), sauf que le territoire considéré est beaucoup plus restreint que celui d'un État-nation. »
Le mouvement des enclosures à la fin du Moyen Âge en Angleterre est considéré par beaucoup d'économistes contemporains comme le début de la pratique de la propriété privée immobilière telle qu'on la conçoit généralement aujourd'hui, c.-à-d. avec un cadastre, des clôtures et un cantonnement des communs pour favoriser un usage lucratif individuel de la terre.

## Histoire du droit
C'est à l'époque de la révolution française que l'institution juridique de la propriété privée est inventée. Elle est notamment théorisée par Robert-Joseph Pothier, qui a réinterprété divers concepts historiques comme ceux de dominium et d'alleu.

## Philosophie politique
La propriété privée est principalement pensée à partir des idées du philosophe libéral John Locke sur le droit naturel. Pour lui, un homme qui laboure la terre améliore objectivement le monde, et la terre deviendrait donc naturellement sa propriété privée.
La critique de la propriété privée s'appuie en premier lieu sur les écrits de l'économiste Karl Marx. À travers la théorie du communisme primitif développée dans L'Origine de la famille, de la propriété privée et de l'État, Karl Marx et Friedrich Engels entendent contester les doctrines libérales inspirées par Locke selon lesquelles la propriété est fondée par un droit naturel. Les analyses de Marx sur la propriété privée en tant que produit historique d'une accumulation primitive du capital et de rapports de classe se positionnent aussi par rapport aux critiques de Pierre-Joseph Proudhon dans Qu'est-ce que la propriété ?. Marx a également écrit sur la propriété privée à travers des articles de journaux plus circonstanciels, par exemple les Débats sur la loi relative aux vols de bois.

## Ethnologie
Se servant des catégories de leur propre culture, les anthropologues distinguent entre propriété des biens matériels et propriété des biens immatériels (Lowie, 1928), entre propriété collective d'un clan ou d'un lignage : territoire de chasse, objets ou savoirs sacrés, et propriété individuelle : outils, parures, etc.,. Il n'en résulte pas moins que si les groupes ou les individus ont des droits sur des territoires, des biens ou des personnes, ce n'est guère que par métaphore qu'on peut les assimiler à la propriété" (M.-E. Handman).

## Exemples
- Résidence principale d'une famille.
- Voiture d'un particulier
- Actions boursières d'un investisseur
- Terrain d'un agriculteur

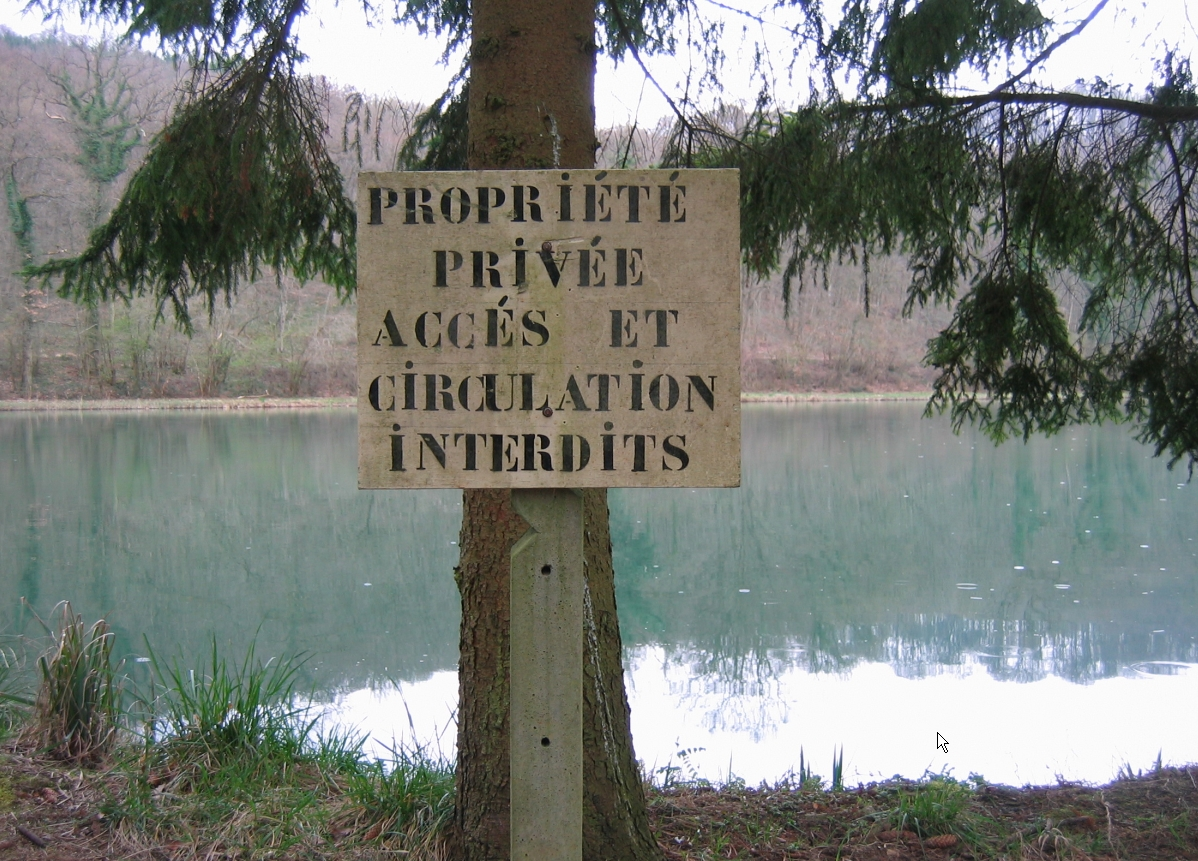
Panneau attestant de la propriété privée d'un lieu.

- Terrain de l'État lorsqu'il est partagé sous une modalité de propriété (copropriété et la propriété superficiaire) devient une propriété privée pendant les termes d'une convention (exemple : bail) entre les propriétaires.
- Île privée